# Davidsstjerne
Davidsstjernen (på hebraisk Magen David) er en sekstakket stjernefigur, et heksagram, formet af to trekanter. Symbolet har været kendt siden bronzealderen og har været brugt i mange kulturer. Davidsstjernen blev populær, efter at den var antaget som emblem for zionist-bevægelsen i 1897, men fortsatte alligevel med at være kontroversiel; og da staten Israel blev grundlagt, var der livlig debat om, hvorvidt symbolet også skulle benyttes på flaget.
Davidsstjernen er desuden symbol for jødedommen som religion.

## Betydning
Nogen har hævdet, at det opadpegende trekant viser vej til Gud, mens det nedadvendte peger mod den virkelige verden. Andre lægger vægt på, at trianglerne hænger uadskilleligt sammen, ligesom det jødiske folk. Andre ser de tre sider som et symbol på tre slags jøder: kohanim, levitter og Israel. Ingen af tolkningerne findes der historisk dækning for. Faktisk forekommer symbolet så sjældent i tidlig jødisk litteratur og kunst, at forfalskning mistænkes, hvis man finder symbolet i tidlige arbejder. 

## Historie
Davidsstjernen var aldrig noget unikt jødisk symbol;  I 1800-tallet vandt den udbredelse i Østeuropa som symbol for jøder. En stærkt motiverende faktor var det at den skulle have en position tilsvarende de kristnes kors.  Den tidligste jødiske benyttelse af symbolet skete under påvirkning fra middelalderens arabiske litteratur af kabbalister til brug i beskyttende amuletter kaldet segulot. Her kaldtes davidsstjernen Salomons segl efter Bibelens kong Salomon.  Davidsstjernen blev også benyttet som dekorativt motiv i kristne kirker mange århundreder før den første gang blev benyttet i en synagoge. 
I den arabiske tradition kaldes davidsstjernen "Davids skjold", tilsvarende betydningen af dens hebraiske navn, Magen David. 
Nazisterne krævede i nogle lande, at jøderne skulle gå med en gul davidsstjerne på deres tøj ("jødestjerne"). Dette blev dog aldrig gennemført overfor danske, norske eller finske jøder.

## En retssag om brug af davidsstjernen
I 1912 forsøgte forretningsmanden Knut Berli i Ålesund at registrere Davidsstjernen som sit varemærke for fiskehermetik. Inde i stjernen stod ordet kosher med hebraiske bogstaver. Mosaisk Trossamfund gik derpå til sag mod Berli. Et privat firma kunne naturligvis ikke sådan få eneret til et universelt symbol for, at tilberedningen er foregået efter jødiske retningslinjer. 14. august 1914 faldt der dom i sagen, og det mosaiske trossamfund fik medhold. 

## Galleri
- Staten Israels flag.
- Brugt af israelske kampfly.
- Brugt af Israels marine.
- Den ikke-anerkendte "Røde Davidsstjerne", som bruges af det israelske Magen David Adom.
- Gul davidsstjerne, Jødestjernen, var påbudt tøjmærke for jøder i Nazi-Tyskland og tyske områder under 2. verdenskrig. Gul davidsstjerne har siden været et af 1900-tallets mest kendte symboler på antisemitisme.